# بنو (خمير)
 بَنُو  (بالفارسية: روستاى بَنُو )، قرية صغيرة تـتبع بلدة روئيدر (بالفارسية: بخش رويدر ) من توابع مدينة خمير وتقع في محافظة هرمزگان في جنوب إيران. تقع هذه القرية في شمال قرية کرویة رویدر

## حدود قرية بَنُو
حدود قرية بَنُو: من الشمال دروا، ومن الجنوب کشی، ومن الغرب كوين، ومن الشرق تنتهي بـقرية ساردی.

## السكان
يبلغ عدد سكان هذه القرية حسب تعداد السكان لعام 2006 للميلاد، (400) نسمة تشكل (06) عائلة، من أهل السنة والجماعة وعلى المذهب الشافعي. يتكلمون الفارسية باللهجة المحلية، بها مسجد، ومدرسة مشتركة بعض البرك لحفظ مياه ألأمطار إذا سالت الأودية، كذلك بها أراضي شاسعة لزراعة القمح والشعير، ومزارع النخيل.

## وصلات خارجية
- التقسيمات الادارية لمحافظة هرمزگان